# Vía verde del Tren Petit
La vía verde del Tren Petit (en español ruta del tren pequeño) une Palamós y Palafrugell en un trazado de 6 km de longitud. El itinerario transcurre por una parte del antiguo tranvía a vapor que conectaba Palamós con Gerona pasando por La Bisbal del Ampurdán. La vía verde actual atraviesa los términos municipales de Palamós, Montrás y Palafrugell; con ramales en Vall-llobrega y las playas de Castell y la Fosca.
El tren tranvía hizo su primer viaje el 23 de marzo de 1887. Lo conducía una locomotora belga de vapor que arrastraba unos vagones minúsculos y que recorría varios kilómetros junto a la carretera. Actualmente, la carretera entierra gran parte de lo que había sido la vía férrea. El tramo acondicionado como vía verde permite recorrer espacios representativos del Empordanet que ya describió Josep Pla, atravesando la llanura del Aubí de gran valor agrario y que está rodeada por los relieves del macizo de las Gavarres y las montañas de Begur.